# 코치 (헝가리)

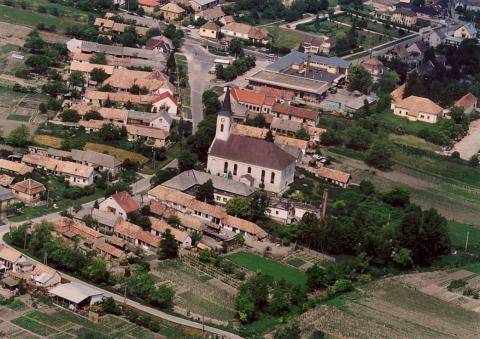
항공뷰

코치(헝가리어: Kocs)는 헝가리 코마롬에 스테르곰 주에 위치한 도시이다. 2004년 기준으로 인구는 2,716명이다. 마차의 종류인 코치(coach)의 어원으로 알려져있다.